# Eric Baldwin
Eric Stephen Baldwin (* 1984 in Beaver Dam, Wisconsin) ist ein professioneller US-amerikanischer Pokerspieler. Er ist zweifacher Braceletgewinner der World Series of Poker.

## Persönliches
Baldwin machte einen Abschluss in Psychologie mit Nebenfach Mathematik an der University of Wisconsin-Whitewater. Mit dem College-Baseballteam gewann er 2005 die NCAA Division III Football Championship. Baldwin lebt in Las Vegas.

## Pokerkarriere

### Werdegang
Baldwin spielt seit Juli 2006 online unter den Nicknames basebaldy (PokerStars, Full Tilt Poker sowie Bodog),  (partypoker) und ERIC_BALDWIN (UltimateBet) und hatte im Mai 2016 Turniergewinne von knapp 1,5 Millionen US-Dollar aufzuweisen.
Seine erste Geldplatzierung bei einem Live-Turnier erzielte der Amerikaner Anfang Februar 2006 beim PokerStars Caribbean Adventures auf den Bahamas. Er war im August 2006 erstmals bei der World Series of Poker (WSOP) im Rio All-Suite Hotel and Casino am Las Vegas Strip erfolgreich und erreichte bei einem Turnier der Variante No Limit Hold’em den Finaltisch. Sein erstes größeres Preisgeld gewann er Anfang April 2008 in Höhe von knapp 150.000 US-Dollar mit dem Sieg beim Five Star World Poker Classic im Hotel Bellagio am Las Vegas Strip. Bei der WSOP 2009 sicherte sich Baldwin mit dem Gewinn eines Events in No Limit Hold’em ein Bracelet sowie mehr als 500.000 US-Dollar Siegprämie. Rund eine Woche später belegte er bei der Weltmeisterschaft in Pot Limit Hold’em den dritten Platz. Vom Card Player Magazine wurde der Amerikaner aufgrund dieser Leistungen am Jahresende mit dem Player of the Year Award ausgezeichnet. Mitte April 2010 erreichte er beim Five Star World Poker Classic der World Poker Tour den zweiten Platz und kassierte sein bisher höchstes Preisgeld von über einer Million US-Dollar. Bei der WSOP 2013 verpasste er knapp den Gewinn eines weiteren Bracelets und erreichte einen zweiten Platz, der mit rund 190.000 US-Dollar dotiert war. Bei der WSOP 2018 gewann Baldwin bei einem Hold’em-Event sein zweites Bracelet sowie eine Siegprämie von knapp 320.000 US-Dollar. Mitte Juni 2021 wurde er beim Main Event der Mid-States Poker Tour im Venetian Resort Hotel am Las Vegas Strip Dritter und erhielt knapp 210.000 US-Dollar.
Insgesamt hat sich Baldwin mit Poker bei Live-Turnieren mehr als 8 Millionen US-Dollar erspielt.

### Braceletübersicht
Baldwin kam bei der WSOP 125-mal ins Geld und gewann zwei Bracelets:
| Jahr | Buy-in (in $) | Turnier          | Teilnehmer | Preisgeld (in $) |
| ---- | ------------- | ---------------- | ---------- | ---------------- |
| 2009 | 1500          | No-Limit Hold’em | 2095       | 521.991          |
| 2018 | 1500          | No-Limit Hold’em | 1330       | 319.580          |